# Выборы в Европейский парламент в Литве (2014)

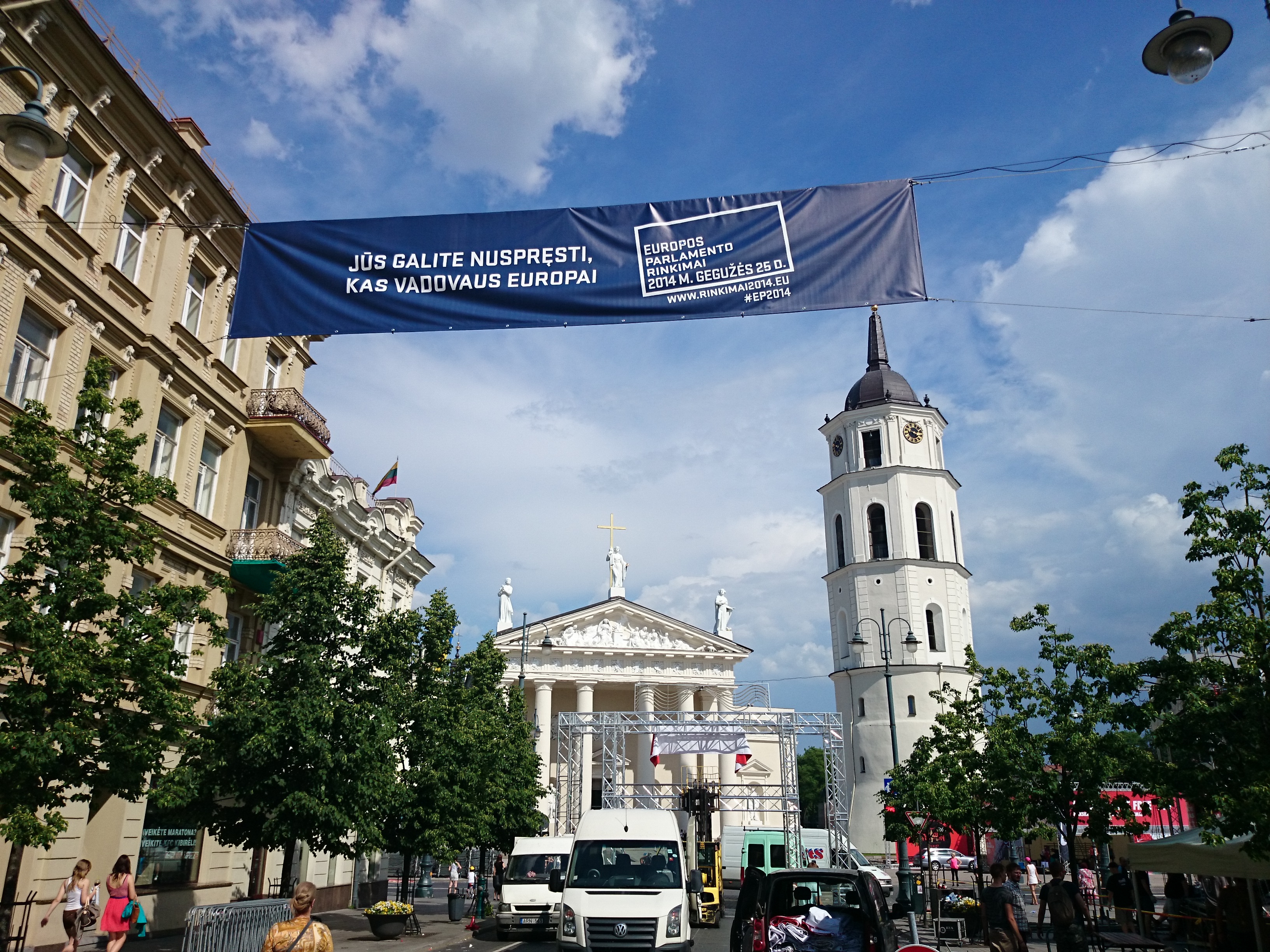

Выборы в Европейский парламент в Литве прошли 25 мая 2014 года и стали третьими европейскими выборами в стране. На выборах была избрана литовская делегация, состоящая из 11 депутатов.
По сравнению с предыдущими европейскими выборами 2009 года в результате подписания Лиссабонского договора в декабре 2009 года делегация Литвы была уменьшена с 12 до 11 депутатов.
| Список | Список                                                  | Голосов | %      | Мест |
| ------ | ------------------------------------------------------- | ------- | ------ | ---- |
|        | Союз Отечества — Литовские христианские демократы       | 199393  | 17.43  | 2    |
|        | Социал-демократическая партия Литвы                     | 197477  | 17.26  | 2    |
|        | Либеральное движение                                    | 189373  | 16.55  | 2    |
|        | Порядок и справедливость                                | 163049  | 14.25  | 2    |
|        | Партия труда                                            | 146607  | 12.38  | 1    |
|        | Союз избирательного действия поляков и русского альянса | 92108   | 8.05   | 1    |
|        | Союз крестьян и зелёных                                 | 75643   | 6.61   | 1    |
| Всего  | Всего                                                   | 1144131 | 100.00 | 11   |